# マーク・ギャングロフ
マーク・ギャングロフ（英: Mark Gangloff）は、アメリカ合衆国の競泳選手。2004年のアテネオリンピックの4×100mメドレーリレー金メダリストで、100m背泳ぎでも4位に入賞した。2008年の北京オリンピックでは100m平泳ぎに出場し、8位に入った。
2009年7月7日のアメリカ合衆国競泳国民選手権の100m平泳ぎでは国内新記録となる59秒01を出した。
ニューヨーク州バッファロー出身。オハイオ州アクロンのファイアストーン高校を経て、2005年に犯罪学の学士号を取得しオーバーン大学を卒業。2006年には映画「守護神」に出演している。